# Vuelo 9045 de Pulkovo Aviation Enterprise
El vuelo 9045 de Pulkovo Aviation Enterprise fue un vuelo de carga que se estrelló durante la aproximación a Nalchik mientras transportaba 12.515 kg de monedas procedentes del Saint Petersburg Mint.

## Aeronave
El avión implicado en el accidente fue un Antonov An-12BP con cuatro motores Ivchenko AI-20M, con registro RA-11118 y perteneciente a Pulkovo Aviation Enterprise.

## Tripulación
Siete tripulantes y seis pasajeros viajaban a bordo del aparato. La tripulación de cabina se componía de:
- Capitán Nikolai Petrovich Yanitsky ([Idioma ruso|ruso]]: Николай Петрович Яницкий)[4]

- Copiloto Viktor Anatolievich Prasolov (Виктор Анатольевич Прасолов)[5]

- Navegante Mikhail Nikolayevich Vlasov (Михаил Николаевич Власов)[6]

- Radioperador Aleksandr Yurevich Levchuk (Александр Юрьевич Левчук)[7]

- Ingeniero de vuelo Sergey Maratovich Anisimov (Сергей Маратович Анисимов)[8]

- Director de operaciones de vuelo Yuri Anatolyevich Yevstafiev (Юрий Анатольевич Евстафьев)[9]

## Accidente
El vuelo 9045 transportaba 12.515 kg de monedas como carga desde San Petersburgo con escala en Volgogrado. Hasta el momento del aterrizaje no se había registrado ninguna incidencia en el vuelo a Nalchik. El controlador de tráfico aérea informó a la tripulación de las condiciones climatológicas en el aeropuerto, pero olvidó mencionar la presencia de condiciones de engelamiento; por lo que la tripulación no activó el sistema de deshielo durante la aproximación.
Cuando el vuelo se encontraba a 13 kilómetros de la pista, la tripulación fijó los flaps en 15°. A 8 kilómetros de pista, el avión entró en la senda de planeo, tras lo que fijaron los flaps en 35°. 16 segundos más tarde, la tripulación incrementó la potencia para mantener una velocidad constante de 260 km/h. El avión se encontraba unos 40 metros por encima de la senda de descenso y los pilotos ajustaron los elevadores a un ángulo de  5° respecto al grado previo, sin embargo los elevadores se movieron hasta los 15° de ángulo.
A una altitud de 320 metros el avión entró en una actitud de morro abajo de 50-55° entrando en un descenso rápido; los pilotos tiraron de la columna de mando; pero al encontrarse a baja altura el avión fue incapaz de recuperarse de la caída, estrellándose en un campo y siendo rápidamente engullido por las llamas.

## Causa
La investigación concluyó que las causas del accidente fueron las siguientes:
- Fallo del aeropuerto en la actualización y notificación a los pilotos del estado meteorológico;
- ausencia de notificación de las condiciones meteorológicas peligrosas;
- recomendaciones erróneas para la ejecución de un descenso de aproximación en el manual de vuelo del avión;
- fallo en el uso del sistema de deshielo en el avión;
- fallo en el seguimiento de los protocolos indicados en el manual de vuelo del avión.